# Усадьба П. Н. Соколовой
Усадьба П. Н. Соколовой — архитектурный ансамбль в историческом центре Нижнего Новгорода, частично уничтоженный в 2019 году. Главный дом усадебного комплекса построен в 1860—1861 годах. Автор проекта — нижегородский архитектор М. Н. Зайцев. Усадьба расположена в пределах исторической территории Старый Нижний Новгород, является ярким памятником периода эклектики в архитектуре России и связана с именем Героя Советского Союза Ивана Фёдоровича Якушенко.
В 2010 году усадьба была снята с государственной охраны. В 2019 году собственница здания, Е. Ю. Боронина, незаконно снесла каменную лавку, входившую в комплекс усадьбы. Градостроительный совет Нижнего Новгорода решил, что здание восстанавливать не нужно, а на его месте будет выстроено современное офисное сооружение по проекту собственницы.

## История
Территория усадебного комплекса в XVII примыкала к линии дерево-земляных укреплений — Малому острогу. После реализации серии генеральных планов периода классицизма конца XVIII — начала XIX веков, участок приобрёл регулярную застройку.
Первоначально надел входил в состав обширной усадьбы генерал-майора С. В. Шереметева, проданный в начале 1850-х годов мещанке Н. Н. Зайцевой. К тому времени застроенной была только северо-западная часть усадьбы, которую позже выделили в отдельное владение.
Участок современной усадьбы располагался южнее, был куплен в апреле 1860 года коллежской советницей П. Н. Соколовой. В тот же год был составлен план постройки каменного двухэтажного дома и надворных служб. Автором проекта выступил архитектор М. Н. Зайцев. Дом был построен в течение одного строительного сезона к лету 1861 года. В глубине сада были выстроены деревянные службы, а позднее возведены два каменных одноэтажных корпуса лавок, один из которых (по левой стороне) соединён с главным домом кирпичной аркой.
Главный дом усадьбы в советское время был связан с именем Героя Советского Союза — майора Ивана Фёдоровича Якушенко, погибшего в годы Великой Отечественной войны.
На 2011 год ансамбль в основном сохранил все основные усадебные постройки: главный дом и две торговые лавки, одна из которых была пристроена к южному фасаду дома, въездные ворота. В 2011 году ансамбль был снят с государственной охраны. Историки архитектуры Нижнего Новгорода отмечали, что такое решение ставило объект под угрозу сноса в связи с планировавшимся строительством на его месте очередного торгового центра.

### Снос
8 сентября 2019 года флигель усадьбы (каменную лавку) снесли. Градозащитники Анна Давыдова и Станислав Дмитриевский объясняли, что даже за отсутствием охранного статуса, снос объекта мог быть произведён только по согласованию с управлением охраны памятников культуры. Госохранкультура разрешение на снос, проведённый фирмой «СитиЛюкс», не выдавала. Позже управление госохранкультуры сообщало, что собственник, Е. Ю. Боронина, предоставил обмерные чертежи объекта и обратился с просьбой ликвидировать строение в связи с неудовлетворительным состоянием (здание не эксплуатировалось и не ремонтировалось собственницей много лет). Управление рекомендовало сохранить объект в качестве неотъемлемого элемента усадьбы. Тогда собственница провела снос незаконно, на что был составлен административный протокол. Управление госохранкультуры отмечало, что правовых инструментов для принуждения собственницы к восстановлению утраченного объекта нет, так как здание не является объектом культурного наследия.
После сноса флигеля многие нижегородцы стали обращаться в управление госохранкультуры с протестами против сноса всего комплекса. Обеспокоены были и градозащитники. Эксперт министерства культуры Анна Давыдова отмечала, что «комплекс городской усадьбы являлся подлинным источником по истории нижегородской архитектуры, градостроительства и строительного мастерства 1860-х годов, имеющим высокий уровень сохранности своего первоначального облика и подлинных конструкций составляющих его зданий».
По итогам сноса, чиновники из Архитектурного совета при департаменте градостроительной деятельности и развития агломераций Нижегородской области и Общественный совета при управлении государственной охраны ОКН Нижегородской области провели заседание, на котором решили поддержать возвращение главного здания усадьбы в перечень объектов культурного наследия. При этом Архитектурный совет одобрил строительство на месте снесённой лавки здания Галереи Е. Ю. Борониной, проект которого разработали в ООО «ТМА Пестова и Попова». В декабре 2021 года главный дом с лавкой усадьбы Соколовой был внесён в Единый государственный реестр объектов культурного наследия в качестве объекта регионального значения.

## Архитектура
В архитектуре комплекса ярко отражены черты эклектики второй половины XIX века.